# Enrique Martín Sánchez
Enrique Martín Sánchez, más conocido como Quique Martín (Avilés, España, 29 de diciembre de 1972) es un exfutbolista español. Su demarcación en el campo solía ser de media punta, aunque también podía jugar en la banda izquierda. Pese a no ser un delantero puro, destacaba por su capacidad de gol y además es experto a balón parado. Con 425 partidos, es el cuarto jugador con más partidos en la Segunda División de España. Se retiró del fútbol en el 2011.

## Trayectoria
Comenzó su carrera en las categorías inferiores de Real Avilés Industrial, posteriormente su equipo fue el Barcelona B, y desde entonces ha jugado en varios equipos, incluyendo cuatro temporadas en Primera División. Sin embargo, Quique Martín destaca por ser el jugador con más partidos en Segunda División (425 al finalizar la temporada 2010-11), de los cuales más de 200 los ha jugado con la UD Salamanca en seis temporadas no consecutivas. Durante la temporada 2007-08 además fue el máximo goleador de su equipo con 14 goles. En verano de 2008, y con 35 años, renovó por una temporada más con opción a una segunda con el club charro. Al finalizar la temporada 2009/10 renueva por una temporada más.
En su última temporada se lesionó, estando varios meses de baja. Se retira con 38 años al no renovar el contrato con el Salamanca, al finalizar la temporada 2010-2011. En el año 2011 vio la luz el libro Quique Martín, historia viva de la Unión de los autores Roberto Benito González y Adrián Rodríguez Losada, que repasan la trayectoria y la vida del asturiano.
Quique Martín es el máximo goleador histórico del Salamanca, con 71 goles. 

## Clubes
| Club                      | País   | Año       | PJ  | Goles |
| ------------------------- | ------ | --------- | --- | ----- |
| Barcelona B               | España | 1992-1995 | 73  | 49    |
| Club Polideportivo Mérida | España | 1995-1997 | 68  | 19    |
| RCD Espanyol              | España | 1997-1999 | 53  | 4     |
| UD Salamanca              | España | 1999-2001 | 70  | 18    |
| Villarreal CF             | España | 2001-2002 | 14  | 0     |
| UD Salamanca              | España | 2002-2003 | 33  | 5     |
| Terrassa FC               | España | 2003-2005 | 66  | 8     |
| UD Salamanca              | España | 2005-2011 | 180 | 45    |

## Palmarés

### Campeonatos nacionales
| Título               | Club         | País   | Año       |
| -------------------- | ------------ | ------ | --------- |
| Segunda B (Grupo II) | UD Salamanca | España | 2005-2006 |